# BLS RABe 525
A BLS RABe 525 sorozat járművei elővárosi motorvonatok, melyet a svájci BLS Lötschbergbahn számára fejlesztettek ki. A típus a NINA nevet kapta, mely a Niederflur-Nahverkehrszug (alacsony padlós elővárosi motorvonat) rövidítéséből származik.
A típust az 1990-es évek közepén a Vevey Technologies fejlesztette ki a Bombardier-Talbot, Aachen céggel közösen. A villamos berendezést a Ridderkerk (Hollandia) székhelyű Holec Machines & Apparaten (később Alstom/Traxis) cég készítette, mely ekkor a Vevey Technologies-zel a holland Begemann-csoporthoz tartozott.
2001-től a Vevey Technologies Bombardier Transportation (Svájc) néven működött tovább; a járművek továbbra is a svájci Villeneuve-ben található üzemben készültek.
Annak ellenére, hogy a járművek felett különböző cégek bábáskodtak, csak a Bombardier cég gyári táblája található rajtuk.
A NINA vonatokat két..ötrészes kivitelben kínálják. A motorvonatok két szélső, a vezetőállások alatti forgóváza hajtott; az egyes tagok között pedig Jacobs-futóforgóvázak találhatók. A típus a Stadler GTW motorvonataival együtt a könnyűszerkezetű járművek közé tartoznak. A háromrészes változat üres tömege mindössze 78 tonna (összehasonlításképpen egy mai korszerű négytengelyes villamos mozdony tömege kb. 84).

## Felépítése

### Elrendezés
A NINA  motorvonatok tervezésekor elsődleges szempont volt az alacsony padlós kivitel és a minél kisebb tömeg elérése. A gépi berendezések minél nagyobb részét igyekeztek a jármű tetőterében elhelyezni és a kis tömeg alacsony teljesítmény beépítését tette szükségessé, mely megkönnyítette, hogy a fontosabb elemek felül kapjanak helyet. A motorvonat kocsiszekrényét a szerkesztési szelvény által lehetővé tett legnagyobb szélességgel készítették annak érdekében, hogy lehetővé váljon az ülések 3+2 elrendezése. A nagy szekrényszélesség miatt az egyes tagok kocsiszekrényének hossza viszonylag kicsi. A motorvonatok szélső forgóvázainak minden kerékpárja hajtott, míg a belső forgóvázak Jacobs-rendszerű futóforgóvázak. A NINA vonatokat 2–5 részes kivitelben kínálják. Ezidáig kizárólag háromrészes, 15 kV, 16,7 Hz kivitelben rendelték meg, melyek egy részét utóbb négyrészesre bővítették.

### Járműszerkezet
A kocsiszekrényt az UIC 566 illetve EN 12663 szabvány szerint hosszában 1500 kN nyomószilárdságra tervezték. A kocsiszekrény acélprofilokból összeállított vázszerkezet, melyekre acéllemezeket hegesztettek. A padló és a tető rozsdamentes acélból készült. A vezetőállás szintén acélból készült. A keret nélküli oldalablakokat profilgumival közvetlenül az oldalfalhoz rögzítették. Az ablakok biztonsági, hőszigetelt üvegezésűek. Az egyes tagok közötti átjárást a Hübner cég harmonika-átjárói biztosítják. A forgóvázak a Bombardier Transportation FlexCompact családjának a tagja, acéllemezekből összehegesztett H-keretű kéttengelyes forgóvázak gumirugós primer és légrugós szekunder rugózásúak. A hajtott forgóvázakra a vonatbefolyásoló berendezések elhelyezésére homloktartót is hegesztettek. Forgócsap viszi át az erőt a hajtott forgóvázról a kocsiszekrényre. A vontatómotorok felfüggesztése a forgóvázban teljesen rugózott.

### Villamos berendezés
A felsővezeték feszültségét az egyik szélső tag tetején elhelyezett, olajhűtésű transzformátor csökkenti az áramirányítók, valamint a segédüzemek által megkívánt szintre. Az alumíniumköpenyes transzformátornak, mely rendkívül lapos építésű és tárcsás tekercselésű, két 500 V feszültségű vontatási és egy 345 V feszültségű segédüzemi szekunder tekercse van. Ugyanezen tag tetején helyezték el az áramszedőt, a túlfeszültség-levezetőt, a primer feszültség- és áramváltót. Az 1–1 hajtott forgóváz mindkét aszinkron vontatómotorját 1-1 db, az adott hajtott forgóváz felett, a tetőn elhelyezett, IGBT-elemekből felépített áramirányító táplálja háromfázisú váltakozó árammal.
A négynegyedes hálózati oldali áramirányítók biztosítják közbenső kör 900 V-os egyenfeszültségét. A vontatómotorokat közvetlenül tápláló (ún. motorköri) áramirányítók a közbenső egyenáramú kör áramát háromfázisú váltakozóárammá alakítja át. A segédüzemi áramátalakító 2 segédüzemi és egy, az akkumulátorok töltését biztosító áramirányítót tartalmaz. Ezek hálózati elemei a transzformátor áramát szintén egyenirányítják, majd ezt az inverterek megfelelő feszültségű háromfázisú váltakozóárammá alakítják. A segédüzemi áramátalakító és az akkumulátorok a másik szélső tag tetején találhatók.

### Vezérlés
A buszrendszerű vezérlés 50-eres kábelen keresztül maximum négy NINA szerelvény szinkronvezérlését teszi lehetővé.

### Utastér
Az üléstávolság 1770–1800 mm. Az első osztályon 2+2 üléselrendezésű, katámokkal is ellátott bőrbevonatú, a másodosztályon 3+2 elrendezésű kartám nélküli textil- illetve a fejtámok esetében velúrbevonatú, a padlóhoz rögzített ülések találhatók. Az utastér klimatizálását – az uralkodó hőmérsékleti viszonyokra tekintettel, valamint a tömegcsökkentésre való törekvés miatt – mellőzték, egyedül a vezetőfülkék klimatizáltak. A szellőztetés, illetve hideg időben a meleg levegő bejuttatása az utastér tetején elhelyezett légcsatornából történik. Az ablakok alatti szellőzőcsatornákat a minél szélesebb utastér érdekében elhagyták.
A vonat útiránya, célállomása kívülről a motorvonat homlok- és oldalfelületén elhelyezett optikai mátrix-kijelzőkről olvashatók le. Az utastérben két LCD panel tájékoztatja az utasokat a következő megállóról. A német Bode gyártotta kétszárnyas, villamos hajtású lengő-toló ajtók 1300 mm szélességre nyílnak ki. 550 mm peronmagasság esetén lépcső nélkül lehet beszállni, míg alacsonyabb peronok esetében egy-egy, kb. 300 mm magasságban kimozduló lépcső építhető be, ezt azonban jelenleg fix lépcső helyettesíti. A zárt rendszerű mosdó-WC fülke kerekesszékkel is igénybe vehető.

## Üzeme
A BLS 1998-ban először 8 db háromrészes egységet rendelt. 2005-ig a beszerzett NINÁ-k mennyisége 36 db-ra nőtt. 

2006 novemberében a BLS 13 db négyrészes NINÁ-t rendelt a Bombardiertől, 2008. novemberi szállítási határidővel. A szerződés további 20 db vonatra szóló opciót is tartalmaz.

Az ülőhelykapacitás növelése érdekében a RABe 525 015–027 pályaszámú járműveket 1-1 utólag gyártott középrész közbeiktatásával négyrészessé bővítették.
Ezen kívül RABe 527 sorozatjellel a Transports de Martigny et Régions (TMR) vasúttársaság (a RegionAlps megbízásából, 2001 óta) 3 db,  míg a Transports Régionaux Neuchâtelois (TRN) 2 db ugyanilyen, háromrészes vonatot közlekedtet.